# Bufo & Spallanzani (filme)
Bufo & Spallanzani é um filme brasileiro de 2001, do gênero drama, dirigido por Flávio R. Tambellini. O roteiro é baseado no livro homônimo de Rubem Fonseca, e escrito por Rubem Fonseca, Patrícia Melo e pelo diretor.

## Sinopse
Ivan Canabrava é um detetive da Companhia Panamericana de Seguros que está investigando o caso de um fazendeiro que morreu pouco após fazer um seguro de um milhão de dólares. Desconfiado de que a empresa onde trabalha esteja sendo vítima de uma fraude, Ivan passa a investigar a viúva e descobre, no apartamento do casal, um sapo morto e uma planta exótica. Pesquisando sobre o assunto com a ajuda do cientista Ceresso e a jovem Minolta, Ivan passa então a se envolver cada vez mais com suas investigações, o que desagrada seu chefe.

## Elenco[2]
- José Mayer .... Ivan Canabrava
- Gracindo Junior .... dr. Eugênio
- Isabel Guéron .... Minolta
- Juca de Oliveira .... Ceresso
- Maitê Proença ....Delfina Delamare
- Tony Ramos ....Guedes
- Zezé Polessa .... Zilda
- Matheus Nachtergaele .... Agenor
- Dirce Migliaccio ....Dona Bernarda
- Milton Gonçalves ....Ferreira
- Otávio Augusto .... Omar
- Thalma de Freitas ....Risoleta
- Celso Frateschi .... Dr. Ribeiroles
- Luciano Chirolli ....Dr. Baran
- Marcelo Escorel ....Wilfredo
- Ernani Moraes ....Capanga
- Jandir Ferrari ....Funcionário do Dep. Pessoal
- Jaqueline Sperandio ....Clara Estrucho
- Gustavo Gasparani ....Médico

## Principais prêmios e indicações
- Recebeu sete indicações ao Grande Prêmio BR de Cinema de 2002, nas categorias de melhor filme, melhor ator coadjuvante (Tony Ramos), melhor trilha sonora (assinada por Dado Villa-Lobos), melhor direção de arte, melhor montagem, melhor fotografia e melhor edição de som.
- Ganhou quatro Kikitos de Ouro, no Festival de Gramado de 2001, nas categorias de melhor ator (Tony Ramos), melhor atriz (Isabel Guerón), melhor ator coadjuvante (Juca de Oliveira) e melhor direção de arte.
- Recebeu quatro prêmios no Festival de Cinema Brasileiro de Miami de 2001, nas categorias de melhor filme, melhor música, melhor roteiro e melhor ator coadjuvante (Tony Ramos).